# Disporum lutescens
Disporum lutescens är en växtart i släktet Disporum och familjen tidlöseväxter. Arten beskrevs av Carl Maximowicz år 1883 som Disporum smilacinum var. lutescens, och fick sitt nu gällande namn av Gen-Iti Koidzumi 1919. Den förekommer i Japan.